# Fissidens lateralioides
Fissidens lateralioides là một loài Rêu trong họ Fissidentaceae. Loài này được S. Okamura mô tả khoa học đầu tiên năm 1916.